# イモージン・カニンガム

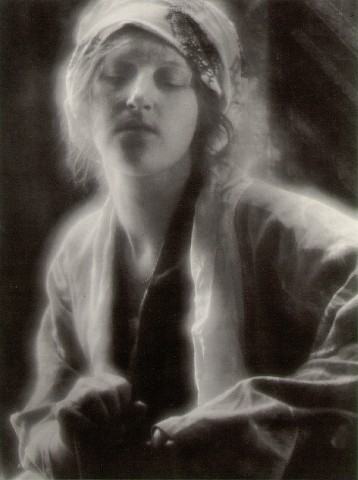
イモージン・カニンガム

イモージン・カニンガム（Imogen Cunningham、資料によってはイモジン・カニンハムとも表記。1883年4月12日－1976年6月24日）は、最も有名なアメリカの女性写真家の一人である。オレゴン州ポートランド出身。
カニンガムは、後にフォト・セセッションのメンバーになったアメリカの女性写真家ガートルード・ケーゼビア（Gertrude Käsebier）の作品に魅せられて写真の道に入った。1901年、シアトルのワシントン大学で写真化学を学んだ後、自身も写真を撮り始めた。ドイツ留学の後1910年にシアトルに自身のスタジオを開設。
彼女は有名人の率直なポートレート写真、花のクローズアップ写真、ヌード写真などのシリーズで知られている。いずれも光と影の強いコントラストからなるモノクローム写真で、対象の個性、造形の美しさや抽象美を浮き彫りにしている。彼女の女性ヌード写真は性的興味から離れ、同性の目から見たモデルの個性、肉体の親密さや官能性をあらわにしている。1920年代後半、彼女は今日でも高く評価されている「植物」のシリーズを開始している。
カニンガムは西海岸でストレートフォトグラフィを標榜したグループf/64の創設メンバーでもあった。

## 関連文献
- 写真集・"Imogen Cunningham: The Modernist Years"